# Breide Rantzau (1506-1562)
 Der er flere personer med dette navn, se Breide Rantzau.
Breide Rantzau til Bollingstedt (1506 – 13. oktober 1562) var en dansk statholder, broder til biskop Balthasar Rantzau.
Rantzau tjente under Grevefejden i Christian III's hær og blev fanget ved Evert Ovelackers overfald på Nyborg i august 1534. Han blev derefter ført til København, men siden udvekslet. I sommeren 1536 anførte han sammen med Jørgen von Münster det hjælpekorps, som Christian III sendte til undsætning for den i Dam belejrede Meinert von Ham. Korpset blev imidlertid fuldstændig slået ved klosteret Hilligerlee 8. august, og begge anførerne blev fanget. Ved den mellem Danmark og Nederlandene i Brüssel 3. maj 1537 sluttede fred kom Rantzau dog atter på fri fod.
I de følgende år træffer vi ham som kongelig råd og amtmand på forskellige slotte i hertugdømmerne, således 1538-39 på Sønderborg og 1539-42 på Haderslevhus og Tørning. Da Johan Rantzau i slutningen af 1545 nedlagde sit embede som statholder, blev Breide Rantzau hans efterfølger og tillige amtmand på Segeberg. Disse stillinger fratrådte han i 1551, og 1555 gik han over i hertug Hans den ældres tjeneste som dennes råd; 1557 blev han hertugens lensmand på Femern.
Breide Rantzau deltog i Ditmarskerkrigen 1559 som medlem af krigsrådet og rådede her i modstrid med Johan Rantzau til en mere forsigtig krigsførelse, navnlig frarådede han angrebet på Meldorf som alt for dristigt og foreslog i steden først at angribe Tilebrügge. Breide Rantzau var i en lang række år et af de mest fremragende medlemmer af det slesvig-holstenske ridderskab og benyttedes jævnlig i sendelser til udlandet.
Således sendtes han i 1540 sammen med den lyneborgske kansler Johan Førster til kurfyrsten af Sachsen, og 1543 afsluttede han og Johan Rantzau et forbund med hertugen af Geldern; 1548 ledsagede han prinsesse Anna til Sachsen, og 1549 sendtes han og Caspar Fuchs til
Münster for at få hertug Frederik valgt til koadjutor. Rantzau var i flere år tillige provst for Preetz Kloster. Han var gift med Catharina Heest, datter af Lyder Heest til Rethwisch.